# Les Croisades vues par les Arabes
Les Croisades vues par les Arabes est le premier essai écrit par Amin Maalouf. Il a été publié pour la première fois en 1983. Il est traduit en plusieurs langues.

## Contenu
Comme son nom l'indique, le livre raconte le point de vue des Arabes sur les Croisés et les croisades, entre 1096 et 1291, Amin Maalouf puisant chez des historiens et des chroniqueurs arabes de l'époque, en particulier Ibn al-Qalanisi, Oussama Ibn Mounqidh, Ibn Jubair ou encore Ibn al-Athîr. Il a donné une nouvelle image des croisades en Occident. 
Maalouf, libanais de religion chrétienne, raconte les pillages et les massacres perpétrés par les Franjs, terme qui désigne indistinctement les peuples européens dans le vocabulaire arabe médiéval. On y voit les contrastes de l'époque entre Orient et Occident. Il apporte en plus une réflexion sur l'inversion de la domination de l'Orient sur l'Occident ces derniers siècles à cause des croisades, et malgré la victoire arabe. L'une des causes avancées par l'auteur est la capacité des Occidentaux à s'organiser sur place autour de la notion de droit pour établir des règles efficaces de dévolution du pouvoir.

## Éditions

### Audio
- Amin Maalouf (auteur), Floriane Gaber (conarratrice) et Philippe Lejour (conarrateur), Les Croisades vues par les Arabes, Paris, Livraphone, 1er décembre 1998 (ISBN 978-2-87809-183-0, BNF 38550238)Support : 6 cassettes audio ; durée : 10 h 20 min environ ; référence éditeur : Livraphone vox libri LIV 333.
- Amin Maalouf (auteur), Floriane Gaber (conarratrice) et Philippe Lejour (conarrateur), Les Croisades vues par les Arabes, Paris, Livraphone, 11 juin 2004 (EAN 335-89-500-0050-0, BNF 40071736)Support : 9 disques compacts audio ; durée : 10 h 20 min environ ; référence éditeur : Livraphone LIV 333C.